# Sarah Blanck
Sarah Jane Blanck (Melbourne, 18 de enero de 1977) es una deportista australiana que compitió en vela en las clases Laser Radial y Europe.
Ganó una medalla de oro en el Campeonato Mundial de Laser Radial de 1997, una medalla de oro en el Campeonato Mundial de Europe de 2002 y una medalla de bronce en el Campeonato Europeo de Europe de 1999.
Participó en dos Juegos Olímpicos de Verano, ocupando el cuarto lugar en Atenas 2004 (clase Europe) y el cuarto en Pekín 2008 (Laser Radial).

## Palmarés internacional
| Campeonato Mundial | Campeonato Mundial     | Campeonato Mundial | Campeonato Mundial |
| Año                | Lugar                  | Medalla            | Clase              |
| ------------------ | ---------------------- | ------------------ | ------------------ |
| 1997               | Mohammedia (Marruecos) | Medalla de oro     | Laser Radial       |

| Campeonato Mundial | Campeonato Mundial           | Campeonato Mundial | Campeonato Mundial |
| Año                | Lugar                        | Medalla            | Clase              |
| ------------------ | ---------------------------- | ------------------ | ------------------ |
| 2002               | Hamilton (Canadá)            | Medalla de oro     | Europe             |
| Campeonato Europeo |                              |                    |                    |
| Año                | Lugar                        | Medalla            | Clase              |
| 1999               | Hayling Island (Reino Unido) | Medalla de bronce  | Europe             |

1. ↑  En algunas ediciones del Campeonato Europeo se permitió la participación de regatistas de otros continentes.